# Jardim Paulista (barrio de São Paulo)
Jardim Paulista es un barrio de clase alta ubicado en la zona oeste de la ciudad de São Paulo, Brasil. Administrativamente se encuentra en el distrito homónimo y pertenece a la subprefectura de Pinheiros. Está ubicado en una de las zonas más altas de la ciudad, llamada "Espigão da Paulista". 

## Historia
En el siglo XVIII, el barrio contaba con algunas fincas donde se cultivaba té, tabaco y uva. A finales del siglo siguiente, en 1890, los terrenos fueron comprados por el general Juvenal Couto Magalhães y posteriormente revendidos a José Coelho Pamplona.
En las primeras décadas del siglo XX, las familias Nunes y Paim parcelaron parte de la propiedad. Muchas de las calles abiertas tenían nombres de municipios paulistas, como las avenidas Campinas, Santos, Jaú, Itu, Franca, Tietê, entre otras, de donde el barrio tomó su nombre. 
A diferencia de las calles sinuosas de Jardim Europa y Jardim América, llenas de bifurcaciones y rotondas, Jardim Paulista tenía calles rectas y perpendiculares. Sus primeros residentes eran de clase media alta, sobre todo pequeños industriales y grandes comerciantes.
A partir de la segunda mitad del siglo XX y debido a su proximidad a la Avenida Paulista, el barrio adquirió características comerciales, verticalizándose con la construcción de pequeños edificios de oficinas y comercios.

## Actual
Tiene un perfil tanto residencial como comercial, con una alta densidad demográfica, marcada por el gran número de edificios. Debido a su ubicación, la zona cuenta también con numerosos hoteles de lujo, como el Grand Meliá Mofarrej y el Unique. En la zona se encuentran los consulados de Chile, Nueva Zelanda, Perú, Rumanía y Venezuela.

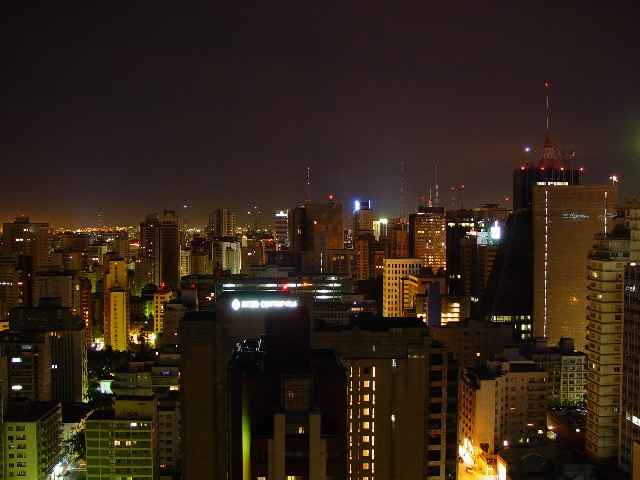
Vista nocturna del barrio

La Avenida Paulista alberga el Citigroup Center São Paulo, el Banco Mercantil do Brasil, el Clube Homs y la sede de la Federación de Industrias del Estado de São Paulo, donde se encuentra el Teatro Popular do SESI. En la Alameda Franca se encuentra la Parroquia de Nuestra Señora Madre de la Iglesia.

### Transporte
Tiene calles intercaladas de sentido único. Los autobuses municipales circulan por Paulista, Nove de Julho, Brigadeiro Luís Antônio y rúa Estados Unidos (en el tramo comprendido entre las dos últimas avenidas). Jardim Paulista también tiene una estación de Metrô: Clínicas, en la Línea 2-Verde.